# 小矢部川サービスエリア
小矢部川サービスエリア（おやべがわサービスエリア）は、富山県小矢部市戸久にある北陸自動車道のサービスエリアである。

## 施設

### 上り線（福井・米原・小浜方面）
- 駐車場
  - 大型 38台
  - 小型 94台
  - 身障者用大型 1台
  - 身障者用小型 2台
- トイレ
  - 男性 大9(和式1・洋式8)、小10
  - 女性 21(和式2・洋式19)
  - 車椅子用 1（オストメイト対応）
- おみやげ[1]
  - ショッピングコーナー『いろどりマーケット』（24時間）
- フードコート[1]
  - フードコート『となみ野キッチン&カフェ』（平日7:00 - 22:00、土日祝日6:00 - 22:00）
- コンビニエンスストア[1]
  - ファミリーマート（24時間）
- サービスエリア・コンシェルジュ（9:00 - 17:00）[2]
- FAXサービス（9:00 - 17:00）[2]
- ベビーコーナー[2]
- ハイウェイ情報ターミナル[2]
- 自動販売機[2]
- ガソリンスタンド（ENEOS（(株)ENEOSウイング）、24時間）[2]
  - 以前は北星石油(株)（キグナス）→(株)一光が運営していた。
- 給電スタンド（24時間）[2]
- ぷらっとパーク（24時間）[2]

近隣サービスエリアとの競合などから来店客が減少していたところに新型コロナウイルス感染症の流行が追い打ちとなり、商業施設を運営していた小矢部サービスステーションが事業停止し破産申し立ての準備に入ったため、2020年（令和2年）5月8日に商業施設が閉鎖された。その後、土産品を扱う店舗やフードコートを同年12月18日に再開し、同時にコンビニエンスストアが設置された。また、運営は有磯海SAで運営するジェック経営コンサルタントが引き継いだ。小矢部サービスステーションの破産以前に営業されていた施設は以下の通り。
- レストラン（7:00 - 22:00）[7] - 経営破綻前の2019年（令和元年）12月2日から無期限休業していた[8]。
- スナック（24時間）
- ショッピング（24時間）
- ベビーコーナー
- ハイウェイ情報ターミナル
- サービスエリアコンシェルジュ（平日9:00 - 18:00、土曜・日曜・祝日9:00 - 19:00）
- FAXサービス（平日9:00 - 18:00、土曜・日曜・祝日9:00 - 19:00）

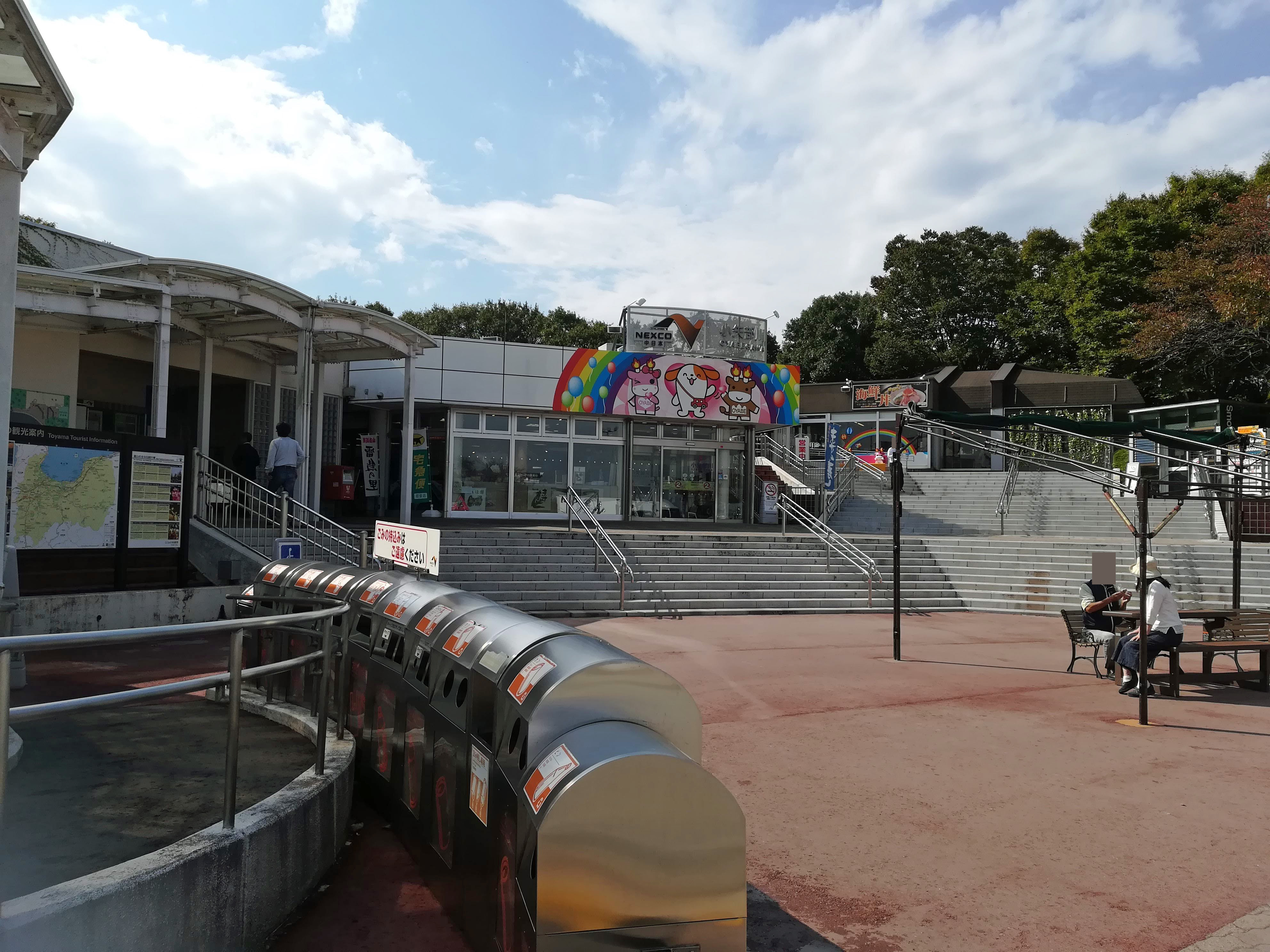
上り線（閉鎖前）
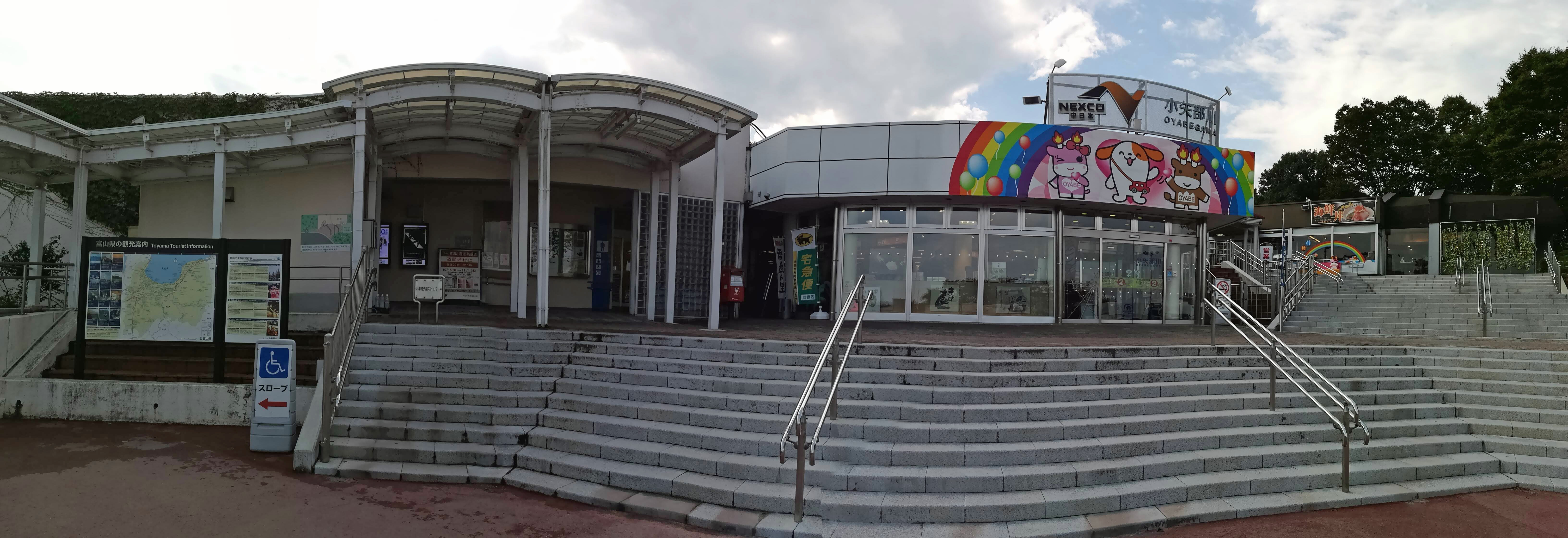
上り線施設（閉鎖前）
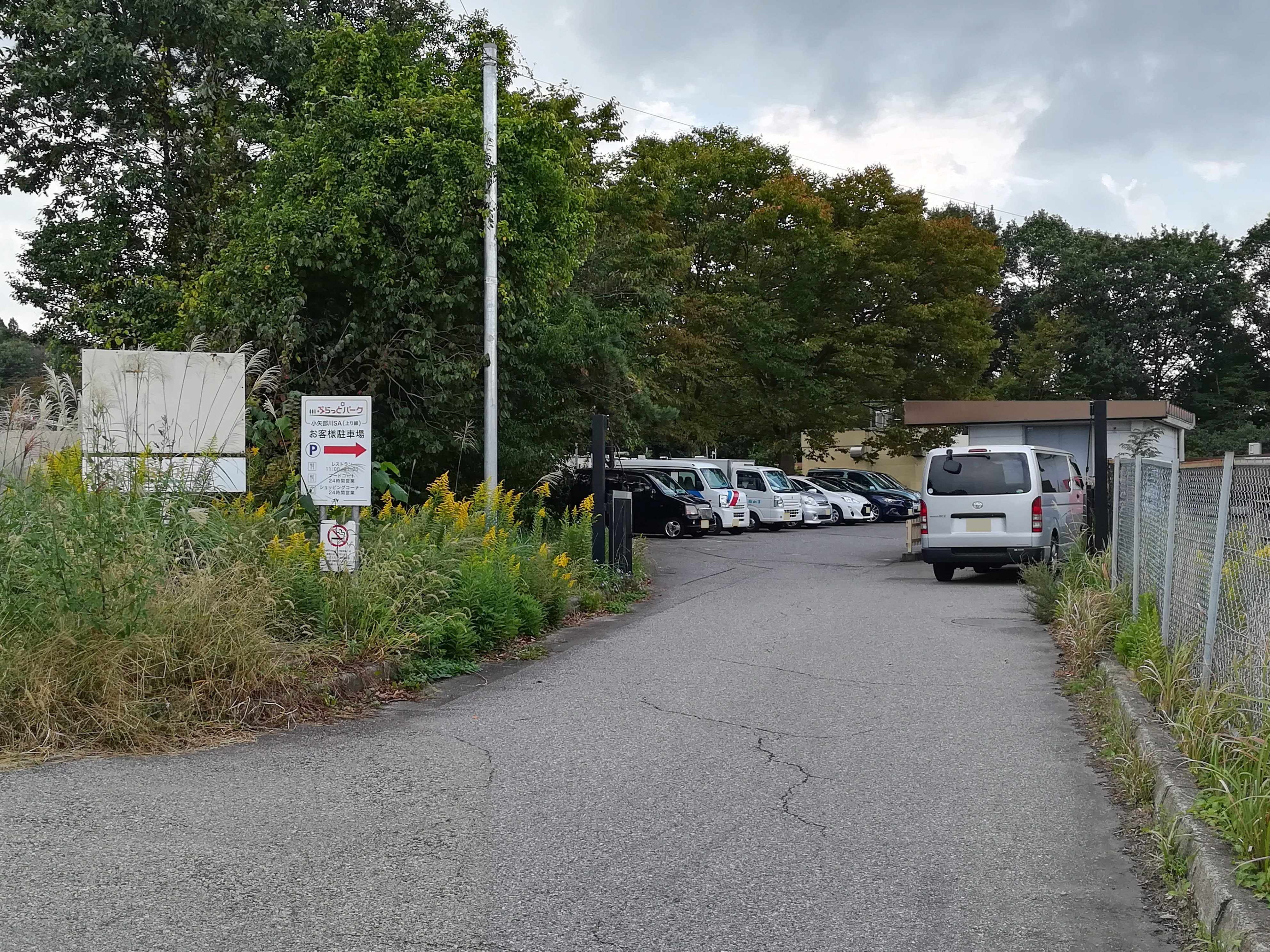
ぷらっとパーク

### 下り線（新潟・高山方面）
- 駐車場
  - 大型 24台
  - 小型 103台
  - 身障者用 3台
- トイレ
  - 男性 大9(和式1・洋式8)、小10
  - 女性 21(和式2・洋式19)
  - 車椅子用 1（オストメイト対応）
- ガソリンスタンド（ENEOS（(株)ENEOSウイング）、24時間）[9]
  - 以前は(株)JOMOリテールサービス→(株)JOMOネット (JOMO)→中日本エクシス(株)が運営していた。
- 給電スタンド（24時間）[9]
- おみやげ
  - スーベニアコーナー（8:00 - 21:00）[10]
- フードコート
  - 白えび亭（10:00 - 21:00）[10][11] - ホテルニューオータニ高岡運営[7]
  - CHEF'S TABLE（7:00 - 22:00）[10][11] - 同上[7]
- コンビニエンスストア
  - ローソン（24時間）[10][11][12] - 同上[7]（フランチャイズ）
- 自動販売機[9]
- ベビーコーナー[9]
- ハイウェイ情報ターミナル[9]
- サービスエリアコンシェルジュ（平日9:00 - 18:00、土曜・日曜・祝日8:00 - 18:00）[9]
- FAXサービス（平日9:00 - 18:00、土曜・日曜・祝日8:00 - 18:00）[9]

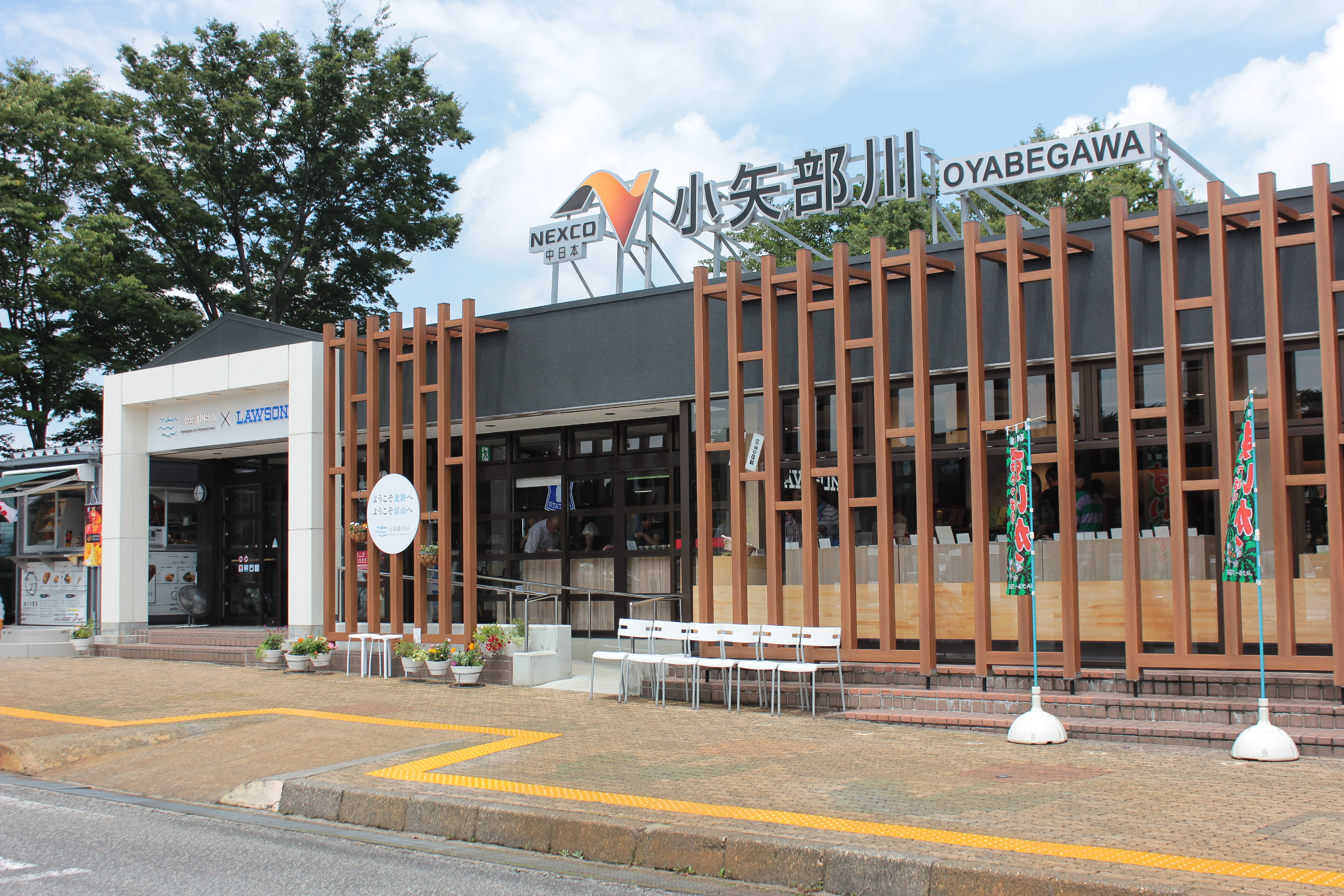
下り線施設（改装後、ローソン入口側）

## 隣
E8 北陸自動車道
(18)小矢部IC - 小矢部川SA - (19)小矢部砺波JCT